# 791
| 791                |
| ------------------ |
| Dødsfald - Fødsler |
|                    |

| Gregoriansk kalender | 791 DCCXCI              |
| Ab urbe condita      | 1544                    |
| Armensk kalender     | 240 ԹՎ ՄԽ               |
| Kinesiske kalender   | 3487 – 3488 庚午 – 辛未 |
| Etiopisk kalender    | 783 – 784               |
| Jødisk kalender      | 4551 – 4552             |
| Hindukalendere       |                         |
| - Vikram Samvat      | 846 – 847               |
| - Shaka Samvat       | 713 – 714               |
| - Kali Yuga          | 3892 – 3893             |
| Iransk kalender      | 169 – 170               |
| Islamisk kalender    | 174 – 175               |

Se også 791 (tal)